# Svante Tengbom
Ulf Svante Tengbom, född den 11 maj 1942, är en svensk arkitekt. 

## Biografi
Svante Tengbom specialstuderande vid Kungliga Tekniska Högskolan i Stockholm 1970-1974. Liksom sin bror Jonas Tengbom, började Svante Tengbom sin yrkesbana som arkitekt i faderns, Anders Tengboms, arkitektkontor (idag Tengbomgruppen). År 1970 blev båda delägare med Svante Tengbom som företagsledare. På slutet av 1980-talet övergick Jonas Tengbom till egen verksamhet som inredningsarkitekt.
Under Svante Tengbom bildades Tengbomgruppen genom att kontoret fick flera delägare och partners. Med tiden växte bolaget genom att nya bolag anslöt sig till gruppen. Fram till 2006 bedrevs verksamheten via ett tiotal separata bolag med olika varumärken och med Tengbomgruppen AB som paraplyorganisation. Tengbom är numera ett företag med över 500 medarbetare och med kontor över hela landet. Idag är Svante Tengbom inte längre involverad i firman. 
Han är sonson till Ivar Tengbom och målaren Hjördis Nordin-Tengbom samt son till arkitekt Anders Tengbom.